# Theronia placida
Theronia placida är en stekelart som först beskrevs av Smith 1860.  Theronia placida ingår i släktet Theronia och familjen brokparasitsteklar. Inga underarter finns listade i Catalogue of Life.